# 日本製鉄北日本製鉄所
日本製鉄北日本製鉄所（にっぽんせいてつきたにっぽんせいてつしょ、英文：NIPPON STEEL CORPORATION, North Nippon Works）は、日本製鉄の製鉄所である。2022年4月1日に同社の室蘭製鉄所と東日本製鉄所釜石地区を統合して発足した。
室蘭地区、釜石地区に分かれており、それぞれの所在地は次のとおりである。
- 室蘭地区：北海道室蘭市仲町12
- 釜石地区：岩手県釜石市鈴子町23-15

## 室蘭地区
1909年（明治42年）の操業以降、北海道唯一の「銑鋼一貫製鉄所」として鉄鋼製品を供給している。1985年（昭和60年）に生産品種を普通鋼から特殊鋼の棒鋼・線材に転換しており、構内には高炉と電炉が共存し、製鉄事業を中心に鋼材加工事業やシステム・エンジニアリング事業を結び付けたコンビナートを形成しており、日本製鉄グループの企業などが集積している。主力製品の特殊鋼棒鋼・BIC、特殊鋼線材は、自動車のエンジンや足回りの保安部品に使用されている。構内のインフラストラクチャーを活かした「プラスチックリサイクル事業」を行うなど、環境産業にも注力しているほか、独立系発電事業者（IPP）として北海道電力へ電力を卸している。構内にはポリ塩化ビフェニル（PCB）廃棄物処理事業を行う中間貯蔵・環境安全事業（JESCO）の北海道PCB処理事業所が操業している。2020年3月までは、棒線事業部所属であったが、2020年4月1日実施の製鉄所組織の統合・再編成により、本社直轄となり、2022年4月1日に東日本製鉄所釜石地区と統合され、北日本製鉄所が発足したことに伴い、北日本製鉄所室蘭地区となる。

### 設備
室蘭製鉄所で特殊鋼を手掛けたのは1974年（昭和49年）の棒鋼工場稼働からである。特殊鋼業界では決して早くから参入したわけではないが、国産の第1号連続鋳造機を稼働させた技術力を磨き、自動車重要保安部品用の特殊鋼棒鋼では業界初となる連続鋳造化に成功している。また、VHミルや調整冷却・精密圧延など業界先駆けとなる設備を次々と立ち上げて装備力を高め、特殊鋼の生産に最適な体制を確立していった。
主要製造設備
- 製銑（高炉）：2,902 m³×1基（第2高炉）[13][14]
- 製鋼
  - 予備処理：溶銑予備処理[13]
  - 転炉：270T/CH×2基
  - 連続鋳造機：350×560 mm（4ストランド）、220×220 mm（6ストランド）[13]
  - 精錬設備（二次精錬）：真空脱ガス装置、炉外精錬設備[13]
- 分塊
  - 分塊圧延機：ホットスカーフ+VH連続式[13]
- 鋼片精整：ショット・ブラスト、超音波探傷機、磁粉探傷機、疵取装置[13]
- 圧延
  - 圧延機形式：全連続VHミル+高剛性3ロール仕上ミル（棒鋼工場）、全連続VHミル+NTブロックミル+高精度仕上ミル（線材工場） [13]
  - ストランド数：1（棒鋼工場、線材工場）[13]
  - 調整冷却：BIC 衝風冷却、徐冷（棒鋼工場）、温水／冷水EDC、ドライ、リターデット（線材工場）[13]
  - 冷却床：フルヘッレン式（棒鋼工場）[13]
  - 切断機：冷間せん断機（棒鋼工場）[13]
  - オンライン検査機：熱間渦流探傷機、プロフィルメーター（棒鋼工場、線材工場）[13]
- 製品精整：オフライン検査機（超音波探傷機、漏洩磁束探傷機、磁粉探傷機）[13]
- 二次加工：連続焼鈍炉、バッチ焼鈍炉、連続酸洗ボンデ設備、全長疵検査設備[13]

### 歴史

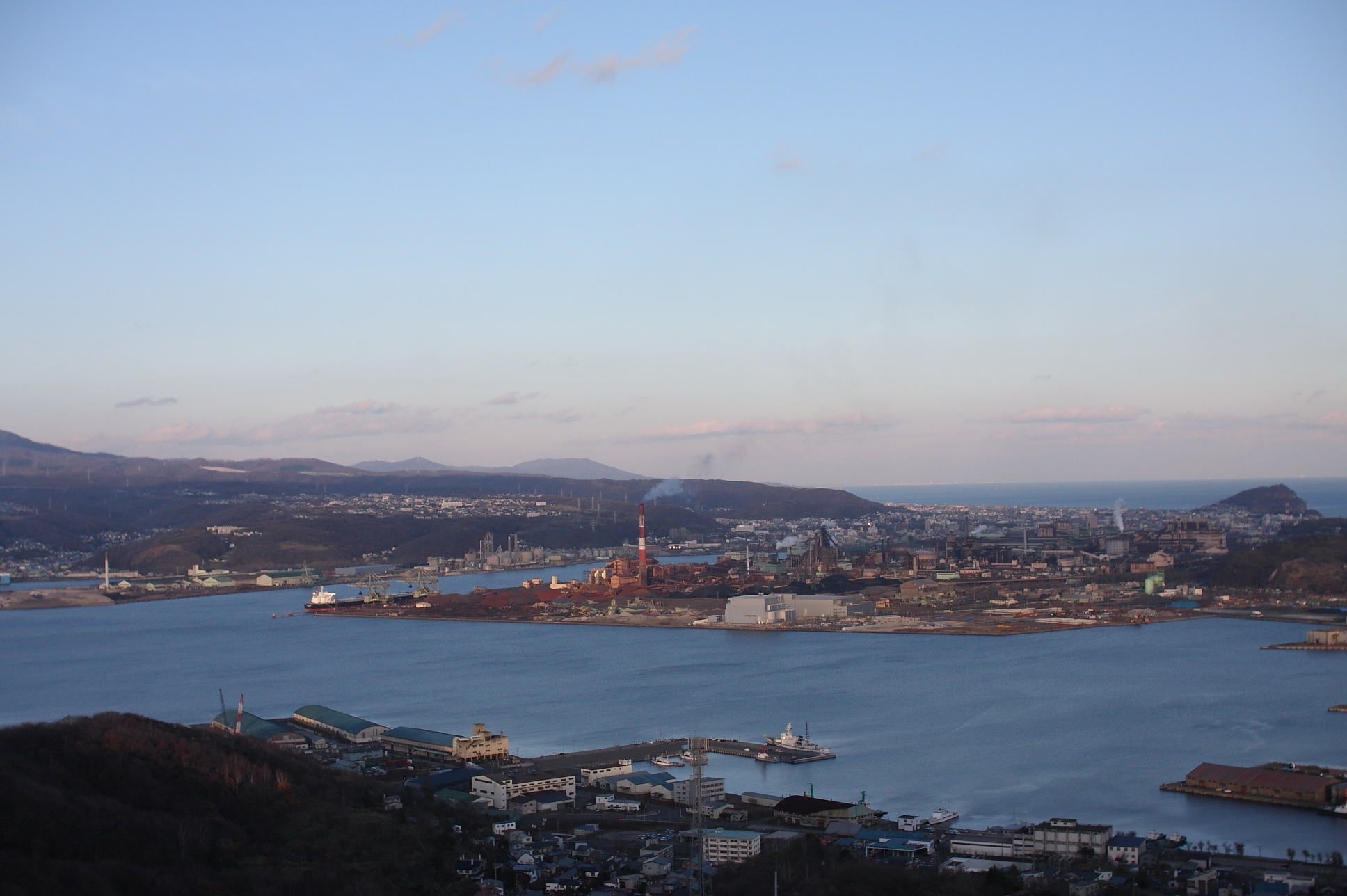
測量山から室蘭地区方面を望む

室蘭製鉄所は、1909年（明治42年）に北海道炭礦汽船（北炭）の井上角五郎の尽力により、同社の輪西製鐵場として誕生した。天然の良港である室蘭港、夕張の石炭、噴火湾一帯の砂鉄、虻田（現在の洞爺湖町）の鉄鉱石を基盤としており、日露戦争を契機とする鉄鋼需要の増加に対応するため、輪西村に日本国内初の砂鉄精錬（たたら製鉄）による溶鉱炉を建設した。操業当時は溶鉱炉による砂鉄精錬が難しく、火入れ後まもなく一時停止した記録が残されている。第二次世界大戦（大東亜戦争）による戦線拡大は兵器に使用する鉄鋼の増産に繋がり、工場は24時間稼働し続けた。このような中、1939年（昭和14年）から、朝鮮半島出身の労働者の勤労が応募（のち官斡旋、さらにのち徴用）としてが始まり、終戦時には輪西製鐵所では多数の朝鮮人労働者が従事していた。同様に、中国人も1944年（昭和19年）から1945年（昭和20年）にかけて室蘭で1,855人が港湾荷役などを行っていた。

### 年表
- 1909年（明治42年） - 「北海道炭礦汽船輪西製鐵場」操業開始[16]。
- 1913年（大正2年） - 輪西製鐵場が三井財閥系列となる[18]。
- 1917年（大正6年） - 「北海道製鐵」設立[16]。
- 1919年（大正8年） - 北海道製鐵と日本製鋼所の合併に伴い、「日本製鋼所室蘭工業所」となる[18]。
- 1924年（大正13年） - 北海道炭礦汽船・三井鉱山・日本製鋼所による「輪西製鐵組合」設立。
- 1931年（昭和6年） - 日本製鋼所室蘭工業所分離に伴い、「輪西製鐵」設立[18]。

日本製鐵（日鉄）
- 1934年（昭和9年） - 日本製鐵（日鉄）発足に伴い、「日本製鐵輪西製鐵所」となる[16]。
- 1939年（昭和14年） - 仲町第1高炉火入れ（その後、1941年までに第2・第3高炉火入れ）[16]。
- 1941年（昭和16年） - 事業所病院開設[19]。第1平炉稼働[16]。
- 1942年（昭和17年） - 線材工場稼動[16]。
- 1945年（昭和20年） - 北海道空襲・室蘭艦砲射撃により甚大な被害を受ける[16]。

富士製鐵（富士鉄）
- 1950年（昭和25年） - 「富士製鐵輪西製鐵所」発足[20]。私立輪西工業学校（後の新日鉄室蘭高等工業学校）開校（1975年閉校）[21]。
- 1951年（昭和26年） - 「富士製鐵室蘭製鐵所」と改称[20]。
- 1954年（昭和29年） - 輪西町高炉休止し、仲町高炉に集約。同年8月9日、昭和天皇と香淳皇后が行幸啓[22]。
- 1955年（昭和30年） - 薄板工場休止。
- 1957年（昭和32年） - 連続鋼板（熱延）工場稼働[20]。
- 1961年（昭和36年） - 第4高炉火入れ[20]。第2製鋼（転炉）工場稼働[20]。
- 1965年（昭和40年） - 第1連鋳機稼働（国産1号機）[20]。冷延工場稼動（現在廃止）[20]。
- 1967年（昭和42年） - 転炉化により全平炉休止[20]。大形鋼工場稼働[20]。
- 1969年（昭和44年） - 第5焼結稼働[23]。第2線材（棒線）工場稼働[20]。

新日本製鐵（新日鉄）
- 1970年（昭和45年） - 八幡製鐵と富士製鐵の合併に伴い、「新日本製鐵室蘭製鐵所」となる[20]。
- 1972年（昭和47年） - 工場緑化運動開始[20][24]。
- 1974年（昭和49年） - 棒鋼工場稼動[20]。
- 1976年（昭和51年） - 第6焼結稼働[20]。
- 1977年（昭和52年） - すでに休止している第3高炉に続き、第2高炉休止[25][26]。新第1製鋼工場稼働[20]。
- 1979年（昭和54年） - 第6コークス炉稼働[20]。
- 1981年（昭和56年） - 第5コークス炉CDQ設備稼働[20]。第3連続鋳造設備稼働[20]。
- 1982年（昭和57年） - 第1高炉休止[20]。
- 1985年（昭和60年） - 大形鋼工場休止[20]。第2高炉火入れ[20]。第4高炉休止[20]。製鋼工場統合[20]。
- 1987年（昭和62年） - 『第1次中期経営計画』（第4次合理化計画）により、3年後を目途とする高炉休止決定[27][28]。全天候型直送出荷バース完成[29]。
- 1990年（平成2年） - 高炉休止延期[30]。熱延ライン休止[20]。
- 1991年（平成3年） - 新会社設立により高炉存続決定[31]。
- 1992年（平成4年） - 線材ミル最新鋭化[20]。新日鐵室蘭総合病院（現在の製鉄記念室蘭病院）が医療法人として独立[19]。
- 1993年（平成5年） - 棒鋼自動立体倉庫導入[20]。冷延ラインが事実業廃止となり、圧延部門がなくなる[32]。
- 1994年（平成6年） - 三菱製鋼との合弁事業による北海製鉄設立[20][27]。三菱製鋼の鋼材部門を分社化した三菱製鋼室蘭特殊鋼設立[20]。室蘭共同発電営業開始[20]。
- 1995年（平成7年） - 線材自動立体倉庫導入[20]。
- 1996年（平成8年） - 「ISO9001」認証取得[20]。
- 1998年（平成10年） - 中断面鋳片圧下設備稼働[20]。
- 1999年（平成11年） - 棒鋼仕上圧延機更新[20]。「ISO14001」認証取得[20]。
- 2000年（平成12年） - 「QS-9000」認証取得[20]。
- 2001年（平成13年） - 第5号発電設備運転開始し[20]、北海道電力へ電力の卸供給開始[9]。第2高炉改修完了[20]。
- 2002年（平成14年） - プラスチックリサイクルセンター稼働[20]。
- 2007年（平成19年） - 第6コークス炉改修完了[20]。
- 2009年（平成21年） - 創業100周年[20][33]。

新日鐵住金
- 2012年（平成24年） - 新日本製鐵と住友金属工業の統合に伴い、「新日鐵住金室蘭製鐵所」となる[20]。
- 2013年（平成25年） - 第6発電設備運転開始（自家発電）[20]。
- 2015年（平成27年） - 本事務所の耐震化完了[34]。
- 2017年（平成29年） - 北海製鉄から銑鉄工程の操業・整備機能を移管し、直営化[35]。

日本製鉄（日鉄）
- 2019年（平成31年） - 新日鐵住金が日本製鉄へ商号変更したことに伴い、「日本製鉄室蘭製鉄所」となる。
- 2020年（令和2年） - 第2高炉改修完了[36]。改修後の第2高炉に人工知能（AI）を導入[36]。
- 2022年（令和4年）4月 - 日本製鉄の組織再編に伴い、日本製鉄北日本製鉄所室蘭地区となる[5]。

### アクセス
- 道南バス・北海道中央バス「日鉄前」バス停下車
- 北海道旅客鉄道（JR北海道）
  - 輪西駅が最寄駅
  - 東室蘭駅から車で約7分
- 国道36号（室蘭新道）輪西ランプ・仲町ランプ利用

## 釜石地区
日本の近代製鉄業発祥の地・釜石に立地する工場で、福岡県八幡市（現・北九州市八幡東区）の八幡製鐵所よりも早くに操業を開始した日本最古の製鉄所である。官営の製鉄所として1880年（明治13年）に操業を開始するが、満足な成果を出せず3年後に閉鎖。軌道に乗ったのは民間人である田中長兵衛に払い下げられた後の1886年以降のことである。1887年には田中の名を冠した釜石鉱山田中製鉄所が設立。戦前までは比較的大規模な製鉄所であったが、戦時中に釜石艦砲射撃で壊滅。戦後復活し、1950年の日本製鐵解体後は富士製鐵の主力製鉄所の一つとなるものの、1960年代から縮小が始まり、新日鉄発足後の1989年に高炉を休止したため現在は銑鋼一貫製鉄所ではない。
現在は線材の生産拠点で、かつては製銑・製鋼用の設備、鋼板や形鋼・棒鋼用の圧延設備があったが、現在は線材圧延設備以外存在しない。敷地面積は344万平方メートルである（2017年10月1日時点）。従業員数は236人となっている（2020年3月31日時点）。
製品の線材は鋼を細く圧延しコイル状に巻いた鋼材で、釜石で製造される線材の種類には低炭素鋼・中炭素鋼線材や、ばねやケーブルに使用される高炭素鋼線材、ボルトなどの部品の材料に使用される冷間圧造（鍛造）用線材、ラジアルタイヤに使用されるスチールコード用線材、溶接用線材などがある。
鉄鋼分野の設備ではないが、日本製鉄の独立発電事業 (IPP) の拠点の一つでもあり、火力発電所を設置し、東北電力に発電した電力を供給。13万6,000kWの出力は岩手県内で最大の出力であり、2015年からは木質バイオマス燃料の使用を開始した。

### 沿革
- 日鉄時代まで
  - 1858年1月15日（安政4年12月1日） - 南部藩士の大島高任が日本で初めて高炉法で出銑に成功。その功績を讃え、1958年（昭和33年）から12月1日が「鉄の記念日」となっている。
  - 1880年（明治13年）9月13日 - 官営釜石製鉄所発足・操業開始。
  - 1883年（明治16年） - 官営釜石製鉄所閉鎖。
  - 1884年（明治17年） - 田中長兵衛が製鉄所の一部設備の払い下げを受ける。
  - 1886年（明治19年）10月16日 - 49回目の挑戦で、製鉄所として初めての出銑（銑鉄の製造）に成功。この10月16日は釜石製鐵所の創立記念日となっている。
  - 1887年（明治20年）7月 - すべての製鉄所設備の払い下げを受け、釜石鉱山田中製鉄所釜石鉱山田中製鉄所を設立。
  - 1894年（明治27年） - 日本初のコークス銑産出に成功。11月には本格的なコークス炉が稼動し、以後出銑量が急速に増加。
  - 1901年（明治34年） - 官営八幡製鐵所の操業開始に当たり、選抜された7名の高炉作業者を派遣する。
  - 1903年（明治36年） - 平炉により製鋼作業を開始。銑鋼一貫製鉄所となる。
  - 1916年（大正5年）3月 - 小形工場を設置。
  - 1917年（大正6年）3月 - 田中鉱山株式会社発足、同社釜石鉱業所となる。
  - 1919年（大正8年）10月 - 中形工場を設置。
  - 1924年（大正13年）7月11日 - 田中鉱山が三井鉱山の傘下に入り、釜石鉱山株式会社に社名変更。
  - 1934年（昭和9年）2月1日 - 日本製鐵（日鉄）の発足に伴い、同社の釜石製鉄所となる。
  - 1940年（昭和15年）11月 - 大形工場を設置。
  - 1945年（昭和20年）7月14日 - 日本本土初の米海軍による艦砲射撃で被害を受ける（釜石艦砲射撃）。
  - 1945年（昭和20年）8月9日 - 第2回目の艦砲射撃。製鉄所は壊滅状態になり、操業を停止。10月以降順次操業再開。
  - 1947年（昭和22年）8月8日 - 昭和天皇が製鉄所に行幸（昭和天皇の戦後巡幸）[38]。
  - 1948年（昭和23年）5月15日 - 高炉操業を再開。
- 富士製鐵時代
  - 1950年（昭和25年）4月1日 - 日鉄の解体に伴い、富士製鐵釜石製鐵所として発足。
  - 1950年（昭和25年）10月1日 - 八幡製鐵所より旧式のプル・オーバー式圧延機を移設し、薄板工場を設置。
  - 1952年（昭和27年）10月 - 大形工場で重軌条（鉄道用レール）の製造を開始。
  - 1958年（昭和33年）11月 - 薄板工場休止、熱延鋼板の製造を終了。
  - 1960年（昭和35年）1月 - 大形工場で鋼矢板の製造を開始。
  - 1961年（昭和36年）10月24日 - 線材工場（現存）を設置。
  - 1962年（昭和37年）11月 - 小形工場休止。小形棒鋼を製造していた。
  - 1964年（昭和39年）2月 - 中形工場休止。溝形鋼や山形鋼を製造していた。
  - 1965年（昭和40年）1月20日 - 大形工場で、小サイズのH形鋼の製造を開始。
  - 1965年（昭和40年）8月25日 - 転炉を新設。
  - 1969年（昭和44年）4月 - 平炉による製鋼を休止し、転炉製鋼に集約。
  - 1969年（昭和44年）7月1日 - 連続鋳造設備を新設。
  - 1970年（昭和45年）3月15日 - 独占禁止法違反回避（新日本製鐵#発足の経緯参照）のため、日本鋼管にレール製造設備を譲渡。
- 新日本製鐵時代
  - 1970年（昭和45年）3月31日 - 新日鉄発足、同社の釜石製鐵所となる。
  - 1980年（昭和55年）3月26日 - 大形工場休止。
  - 1986年（昭和61年）10月 - 創業100年。
  - 1989年（平成元年）3月25日 - 高炉を停止。あわせて転炉・連続鋳造設備なども休止。
  - 2000年（平成12年）7月1日 - 電力事業用発電設備が営業運転を開始。
  - 2011年（平成23年） - 東北地方太平洋沖地震により設備の一部が損壊。
- 新日鐵住金時代
  - 2012年（平成24年） - 新日本製鐵と住友金属工業が合併し新日鐵住金が発足。
- 日本製鉄時代
  - 2019年（平成31年） - 新日鐵住金が日本製鉄に商号変更したことに伴い、日本製鉄釜石製鉄所となる。
  - 2020年（令和2年）4月 - 日本製鉄の組織統合・再編に伴い、日本製鉄東日本製鉄所釜石地区となった。
  - 2022年（令和4年）4月 - 日本製鉄の組織再編に伴い、日本製鉄北日本製鉄所釜石地区となる。

### 設備

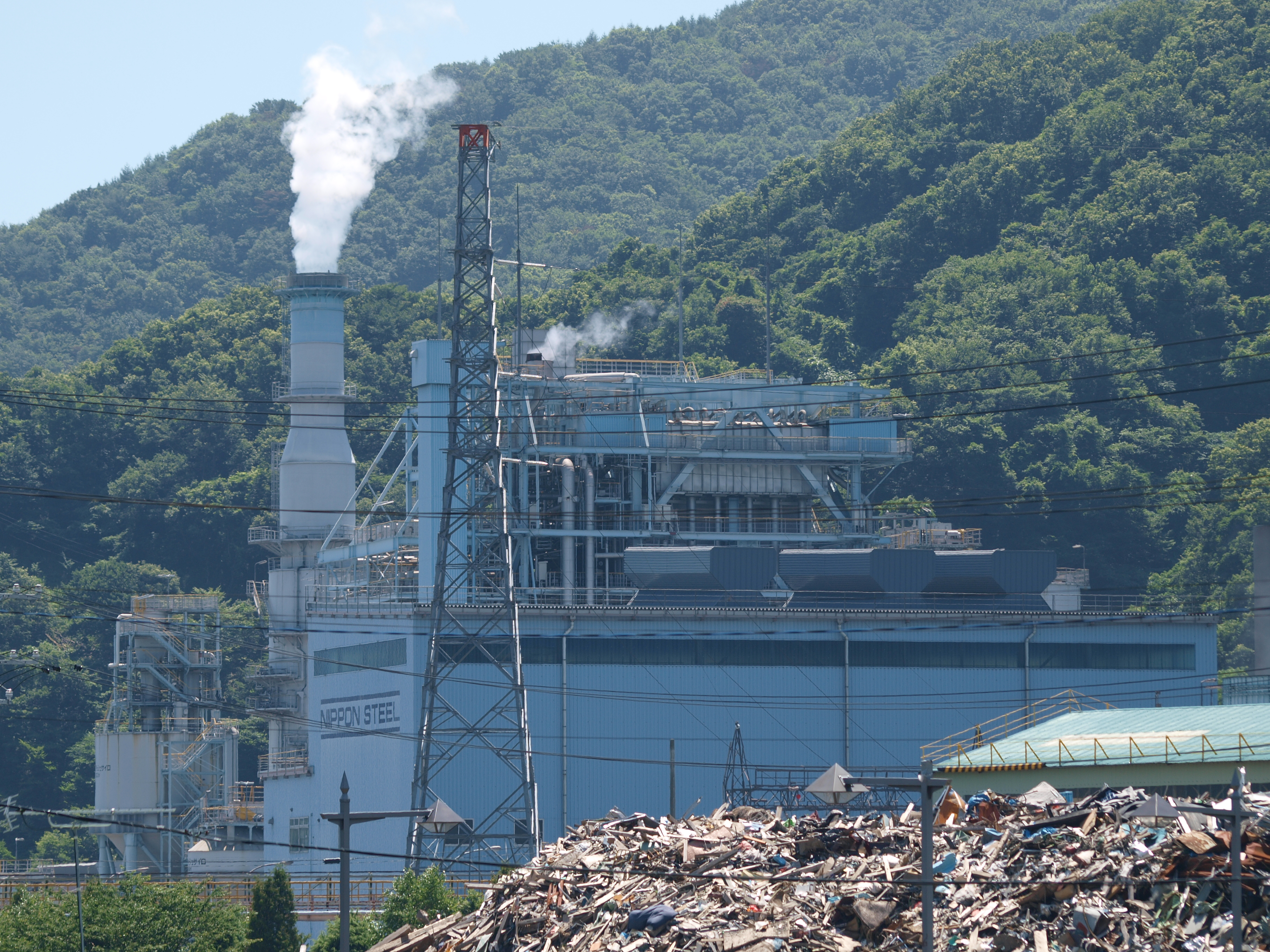
2011年7月撮影

釜石製鉄所は1989年3月までは銑鋼一貫製鉄所として稼働していた。しかし経営合理化により主要な工場は休止に追い込まれ、1989年3月の高炉休止により複合事業へ転換した。現在は線材工場のみの稼働であるが、高品質な線材の製品を供給し続けている。
主要製造設備
- 圧延
  - 圧延機形式：全連続HHミル+NTブロックミル+ミニブロックミル（線材工場） [13]
  - ストランド数：2（線材工場）[13]
  - 調整冷却：衝風冷却、SCS（線材工場）[13]
  - オンライン検査機：熱間渦流探傷機、プロフィルメーター（線材工場）[13]
- エネルギー
  - エネルギー工場（火力発電所）:定格出力13.6万KW

過去製造設備
- 製銑
  - 高炉
  - コークス・化成
  - 焼結
- 製鋼
  - 転炉
  - 連続鋳造設備
- 圧延
  - 大形工場
  - 棒鋼工場
  - 軌条（レール）製造工場
- 検査
  - ピーリング工場

### アクセス
- JR釜石線・三陸鉄道リアス線、釜石駅下車徒歩5分。

## 福利厚生

### 室蘭地区
関連施設
- 独身寮「輪西寮」
- 社宅
- 日本製鉄球場
- 日本製鉄体育館
- 輪西サッカーグラウンド[39]

クラブ活動
- 運動部
  - 硬式野球部（日本製鉄室蘭シャークス）、軟式野球部、サッカー部（日本製鉄室蘭サッカー部）、アイスホッケー部、柔道部、ラグビー部、硬式テニス部、ソフトテニス部、バレーボール部、スキー部
- 文化部
  - 奏楽部、華道部、写真部、アマチュア無線部

旧社員倶楽部
- 知利別会館（旧知利別倶楽部）（近代化産業遺産）[40][41]
- エレガ館（旧中島会館→花と工芸の館エレガ）（近代化産業遺産）※2012年（平成24年）閉館[41][42]

### 釜石地区
関連施設
- 独身寮「白鵬寮」
- 社宅
- 上中島多目的グラウンド

クラブ活動
- 運動部
  - サッカー部（日本製鉄釜石サッカー部）、弓道部、軟式野球部、柔道部、空手部、日本製鉄釜石シーウェイブス

## 関連会社
- 北海製鉄
- 日鉄テックスエンジ
- 日鉄テクノロジー室蘭事業所
- 日鉄セメント
- 北海道NSソリューションズ
- 日鉄ファーストテック

## 参考資料
- 『日本製鐵株式會社史』日本製鉄株式会社史編集委員会、1959年。
- 『富士製鐵株式會社史・新日本製鐵株式會社十年史』新日本製鐵、1981年。「炎とともに」
- 岩間英夫「室蘭における鉄鋼業地域社会の内部構造とその発達過程」『地学雑誌』第106巻、東京地学協会、1997年、doi:10.5026/jgeography.106.87、2017年3月3日閲覧。
- 野末英俊「新日本製鉄の事業再構築と釜石」『龍谷大学経営学論集』第42巻、龍谷大学経営学会、2002年、2017年3月3日閲覧。
- “特集 室蘭製鉄所 創業100周年” (PDF). Nippon Steel Monthly（ニッポンスチールマンスリー） (新日本製鐵). (2009年10月号).  オリジナルの2017年4月16日時点におけるアーカイブ。 2017年3月2日閲覧。.
- “棒鋼・線材” (PDF).  新日鐵住金. 2017年3月3日閲覧。